# Joseph Fuchs (Historiker)

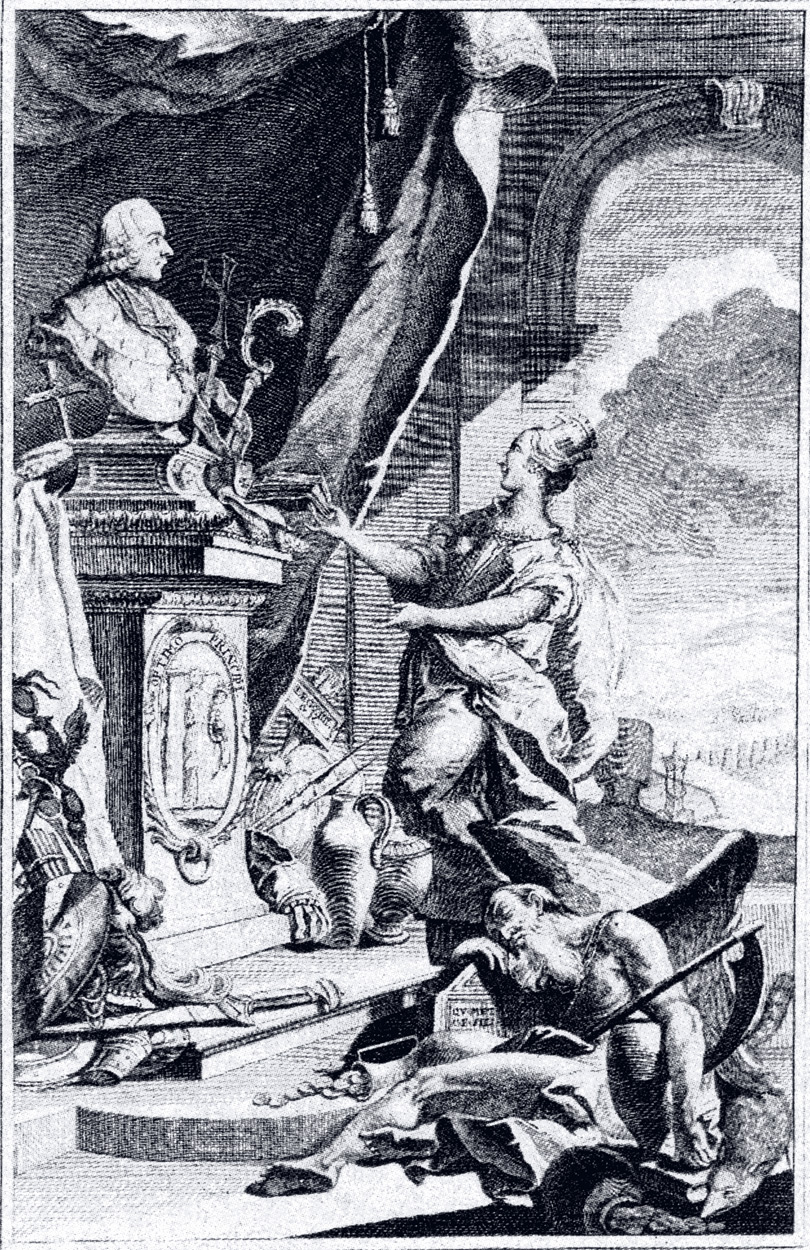
Frontispiz des Buches Alte Geschichte von Mainz mit der Personifikation der Stadt, die, umgeben von Symbolen und Überresten der römischen Vergangenheit von Mainz, das Buch dem Kurfürsten Emmerich Joseph von Breidbach zu Bürresheim widmet.

Joseph Fuchs OSB (* 1732 in Mainz; † 19. Juli 1782 in Seligenstadt) war ein deutscher Benediktiner und einer der bedeutendsten frühen Erforscher der römischen Geschichte von Mainz. Sein bekanntestes Werk ist die Alte Geschichte von Mainz, von der 1771/72 die ersten beiden Bänden erschienen.

## Familie
Joseph Fuchs war der Sohn des kurfürstlichen Artillerie-Hauptmanns Franz Sebastian Fuchs. Dieser war durch seine militärische Funktion am Festungsausbau der Stadt Mainz beteiligt und kam dabei mit zahlreichen Funden aus der Mainzer Römerzeit in Kontakt. Bald interessierte er sich für die römische Vergangenheit der Stadt und sammelte und beschrieb seine Funde, vor allem Steindenkmäler. Sein Sohn, Joseph Fuchs, zeigte bald das gleiche geschichtliche Interesse. Trotzdem schlug Fuchs eine kirchliche Laufbahn ein und wurde Mönch in der alten Benediktinerabtei in Seligenstadt am Main.

## Berufung zum Mainzer Hofarchäologen
Fuchs setzte auch als Benediktinerpater von Seligenstadt ab 1769 seine historischen Forschungen über seine Heimatstadt fort. Der Ruf, den er sich auf diesem Gebiet erwarb, veranlasste Kurfürst Emmerich Joseph von Breidbach zu Bürresheim, ihn zu sich nach Mainz zu rufen. Fuchs sollte der Autor und Herausgeber eines von ihm geförderten Geschichtswerk über Mainz werden. Kurz zuvor (1765) hatte der gleiche Kurfürst alle römischen Steindenkmäler, die sich zu diesem Zeitpunkt in seinem Besitz befanden, dem pfälzischen Kurfürst Karl-Theodor für seine Kurfürstliche Akademie der Wissenschaften in Mannheim geschenkt. Emmerich Joseph schien diese Tat bald bereut zu haben und wollte erneut eine eigene Sammlung römischer Denkmäler aufbauen und auch dokumentieren lassen. Joseph Fuchs war zudem noch in Besitz der umfangreichen Notizen und Zeichnungen seines Vaters. Diese beschrieb viele der Steindenkmäler, die sich nun in Mannheim befanden. Emmerich Joseph förderte nun Ausgrabungen und Publikationen von Joseph Fuchs, dem damit umfangreiche Mittel des kurfürstlichen Hofs in Mainz zur Verfügung standen.
Im Rahmen seiner Tätigkeit war Joseph Fuchs der erste, der die Pfeilerreste im Zahlbachtal eindeutig als die Überreste eines römischen Aquäduktes erkannte. Er verfolgte den Lauf des Aquäduktes bis zu seinem Ursprung, den Finther Quellen zurück und entdeckte dort Reste der alten Quelleinfassung. Fuchs untersuchte auch die 62 erhaltenen Pfeilerreste, lokalisierte über 500 Pfeilerfundamente und fand noch Teile der Originalverkleidung. Auch stammt von ihm die erste Rekonstruktionszeichnung des Aquäduktes.

## HauptwerkAlte Geschichte von Mainz
Fuchs wollte die alte Geschichte der Stadt Mainz, beginnend mit der römischen Gründung und mit dem 7. Jahrhundert endend, in vier Bände gliedern. Auf Ratschlag des kurfürstlichen Ministers Friedrich Carl Willibald Freiherr von Groschlag zu Dieburg hin schrieb Fuchs in deutscher Sprache. 1771 und 1772 erschienen die ersten beiden Bände der Reihe unter dem Titel Alte Geschichte von Mainz, aus den ältesten und ersten Zeiten, von dem Anfange dieser Hauptstadt unter dem Kaiser Augustus bis zu Ende des siebenden Jahrhundert, in vier Bände abgetheilt. herausgegeben von Joseph Fuchs. Band 1 umfasste die Zeit von Augustus bis Nerva und trägt den Titel: Von Erbauung der alten Vestung Moguntiacum bis zu den Zeiten des Trajans und wurde 1771 in der Churfüsstlichen Hof- und Universitätsbuchdruckerey Joh. Häfners seel. Erben in Mainz gedruckt. Der Band 2 umfasst den Zeitraum 98 bis 180 nach Christi Geburt. Band 1 erschien, ebenfalls in 1772, nochmals in lateinischer Sprache.
Die Bücher waren umfangreich mit Kupferstichen der Mainzer Kupferstecher Wilhelm Christian Rücker und Johannes Lindenschmit, dem Vater von Ludwig Lindenschmit, illustriert. Band 2 hatte einen Umfang von vorerst 382 Seiten. Gedruckt wurden die Werke in der kurfürstlichen Hofdruckerei Hof- und Universitätsbuchdruckerey bey J. Häfners Erben. Alle Kosten dafür übernahm der Kurfürst. Durch den überraschenden Tod seines Förderers, des Kurfürsten Emmerich Joseph von Breidbach zu Bürresheim, 1774 kam das Projekt allerdings ins Stocken. Arbeit und Werk von Fuchs standen, ganz im Einklang mit dem Kurfürsten, im Zeitalter der Aufklärung. Emmerich Josephs Nachfolger, Friedrich Karl Joseph von Erthal war dagegen zunächst streng konservativ und machte viele der Änderungen seines Vorgängers rückgängig. Das Projekt wurde gestoppt, Joseph Fuchs wurde zurück in das Kloster Seligenstadt geschickt.
Johann Horix konnte sich nach dem Tod von Fuchs das vollständige Manuskript des zweiten Bandes verschaffen. Später gelangte es in die Hände von Friedrich Lehne, der die im Druck von 1772 fehlenden Teile in Zusammenarbeit mit Johann Peter Schunk an die 382 Seiten angehängt und einen Neudruck des zweiten Bandes veranlasst hat. Es existierten und existieren nach wie vor verschiedene Versionen des zweiten Bandes, die wegen des durchgängig angegebenen Druckjahres 1772 in der Wissenschaft für Verwirrung sorgten und sorgen.

## Leben und Tod in Seligenstadt
Nach seiner Rückkehr aus Mainz lebte Fuchs wieder als Benediktinerpater im Kloster Seligenstadt. Im Zuge innerkirchlicher Querelen aufgrund einer erzbischöflichen Ordinariatsverordnung von 1771, die auch sein Kloster betraf, geriet Fuchs ab 1778 in den Blickpunkt der Obrigkeit. Eine Kriminaluntersuchung wurde gegen ihn angestrengt und er wurde im Kloster arrestiert. Dort starb er am 19. Juli 1782.

## Pater-Fuchs-Preis
Seit 2009 vergibt die Direktion Landesarchäologie Mainz der Generaldirektion Kulturelles Erbe Rheinland-Pfalz jährlich den Pater-Fuchs-Preis zur Würdigung hervorragender Leistungen bei Erforschung und Pflege des historischen Mainz.